# Rue des Saussaies
Cet article concerne la voie du 8e arrondissement de Paris. Pour l'œuvre cinématographique, voir Rue des Saussaies (film).
La rue des Saussaies est une voie du 8e arrondissement de Paris qui jouxte le ministère de l'Intérieur. 

## Situation et accès
Elle commence place Beauvau et termine place des Saussaies.
- Le dernier numéro impair est le no 15.
- Le dernier numéro pair était autrefois le no 18[1], qui fait partie depuis 1902 de la place des Saussaies, de sorte que le dernier numéro pair est désormais le no 16.

## Origine du nom
Cette voie doit son nom à ce qu'elle était, autrefois, bordée de saules.

## Historique
Vers la fin du XVIIe siècle, le chemin des Carrières menait à plusieurs carrières qui, désaffectées, furent envahies de végétation, notamment des saules et des noisetiers (anciennement appelés coudriers). Sous Louis XV, la voie devint « chemin des Saussayes » puis « chemin de la Couldraye ». Appelée un temps « ruelle Baudet », elle prit le nom de « rue des Saussaies » en 1837.
Ce n'est que vers le milieu du XVIIIe siècle que la voie commença d'être bordée d'hôtels particuliers, parmi lesquels ceux de La Chapelle, du Tillet et de La Rochecourbon. Une décision ministérielle du 20 fructidor an XI fixa la largeur minimale de la rue à 9 mètres. Elle fut portée à 10 mètres par une ordonnance royale du 21 novembre 1837.
Le 30 janvier 1918, durant la première Guerre mondiale, le no 3 rue des Saussaies est touché lors d'un raid effectué par des avions allemands.

## Bâtiments remarquables et lieux de mémoire

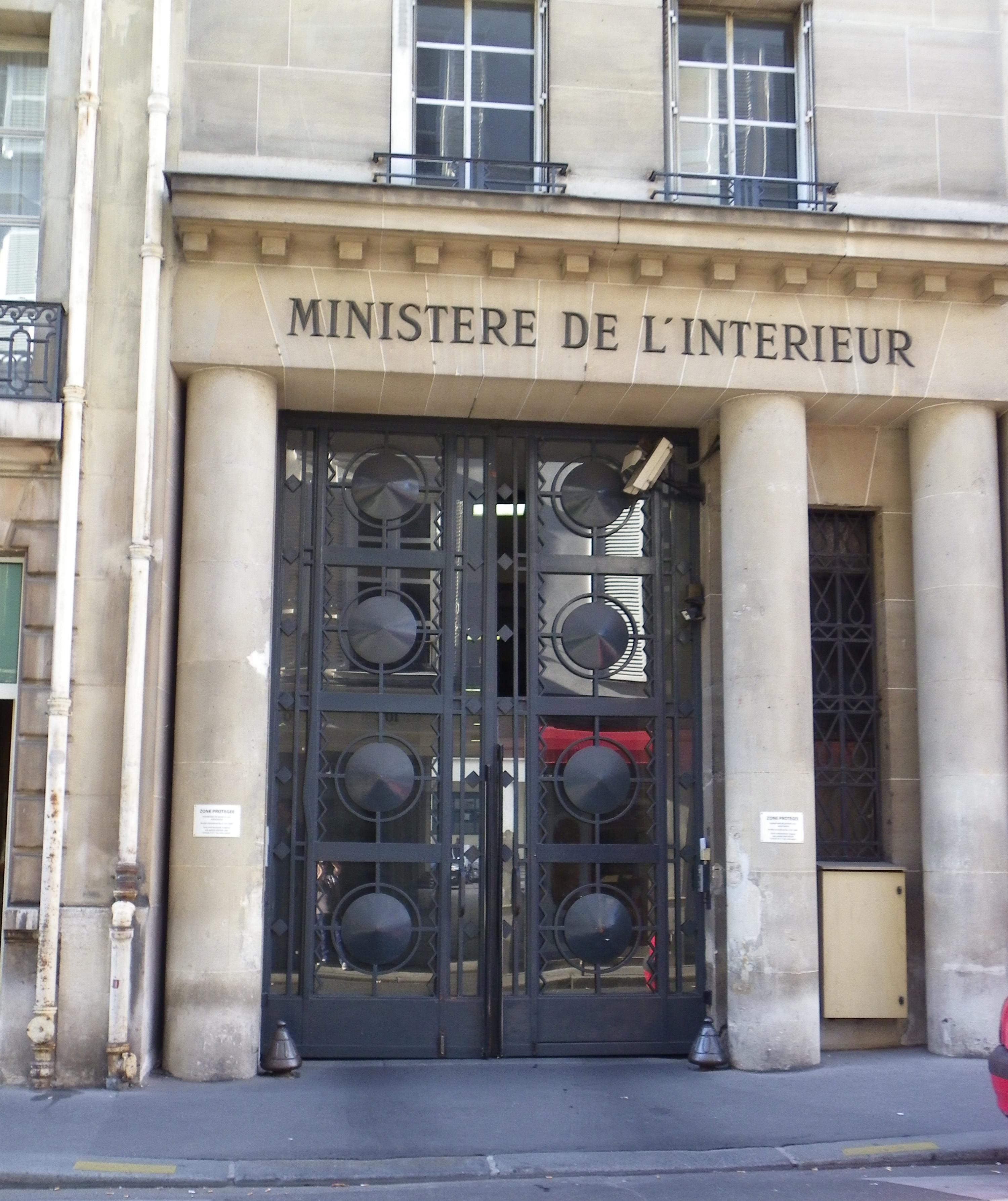
Ministère de l'Intérieur au no 11.

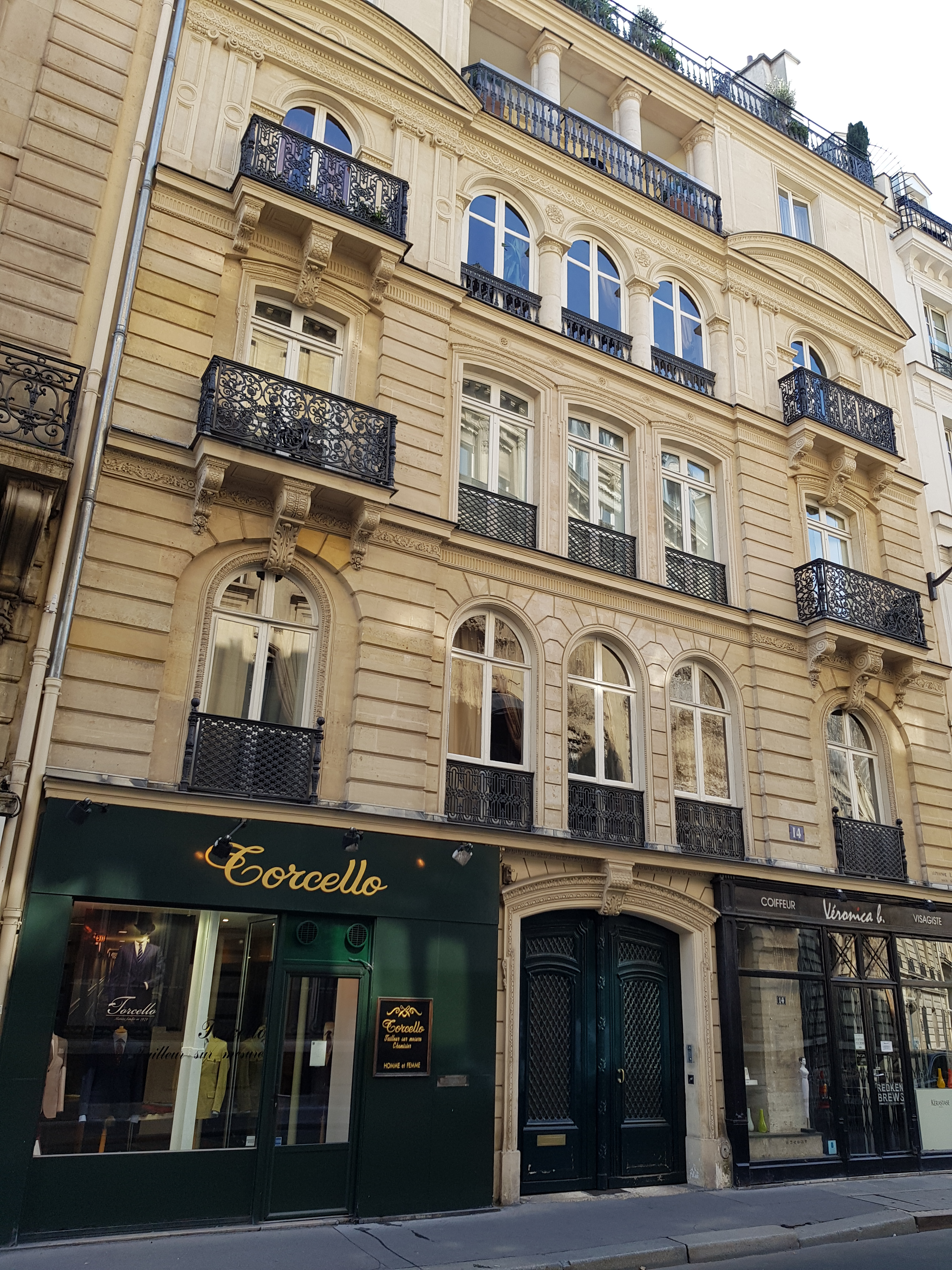
No 14.

- No 8 : le marquis de Rochegude signale « bandeaux sculptés et au centre médaillon avec soleil entouré de couleuvres[4] ». Propriété de M. Chatellier en 1910[4].
- Nos 9-11-13  : emplacement de l'ancien hôtel du Tillet, « l'un des plus considérables de Paris »[5], qui fut en partie démoli pour y loger les locaux de la sûreté nationale. Après le décès du marquis du Tillet en 1783 l'hôtel est démembré. Le no 13 appartiendra en 1812 au comte de Ségur. Ces immeubles dépendent aujourd'hui du ministère de l'Intérieur. Le no 11 en est une porte secondaire.
- No 10 : habité par Armand Dominique Ange Louis, marquis de Gourgue (1777-1841), pair de France, député de Tarn-et-Garonne de 1820 à 1827[4]. Le colonel-vicomte de Mandat de Grancey (1831-1870), tué à Champigny durant la Guerre franco-prussienne de 1870, y est né[4]. Propriété de Mme Veuve Hardy en 1910[4].
- No 11 : cet immeuble fut, à la fin du XIXe siècle le siège de la Sûreté générale puis de la Sûreté nationale à partir de 1934. De 1940 à 1944, le siège de la Sipo (police de sûreté) – SD (Service de sécurité), qui comprenait dans ses services la section IV connue sous le nom de Gestapo. Le SS-Obersturmbannführer Kurt Lischka y possédait son bureau. De nombreux interrogatoires et tortures eurent lieu dans ces locaux. L'immeuble accueille ensuite la Direction centrale des Renseignements généraux[6]. Aujourd'hui, l'immeuble accueille des services du ministère de l'Intérieur, la Direction générale de la Police nationale[7] et la Direction centrale de la police judiciaire.
- No 14 : immeuble construit en 1846 par l’architecte Alphonse Lejeune[8]. L'hôtelier Henri Negresco (1870-1920) a habité ici entre 1895 et 1900[réf. nécessaire].
- No 19 : emplacement d'un des ateliers du photographe Charles Gallot (1838-1919) à la fin du XIXe siècle[9].

### Bâtiments détruits
- Nos 8-10 : anciennement hôtel Chevenc de La Chapelle (1768). Il appartint ensuite au marquis de Faudoas d'Esparbès (en 1787). C'est peut-être là que naquit Marie-Charlotte Félicité de Faudoas d'Esparbès (1785-1841), duchesse de Rovigo par son mariage avec Anne Jean Marie René Savary (1774-1833)[4],[2].
- No 7 : ancienne entrée des écuries de l'hôtel de Beauvau, démolies et reconstruites dans les années 1880.
- Nos 9-11-13 : anciennement hôtel du Tillet (1775), dit aussi de Ségur. Le no 11 fut acquis en 1848 par le comte de Grancey[réf. nécessaire].

### Habitants célèbres
- Louis-Philippe de Ségur (1753-1830), maître de cérémonie de l'empereur Napoléon Ier, membre de l'Académie française (no 11) en 1812[réf. nécessaire].
- Lionel des Rieux (1870-1915), poète, dramaturge, a habité au no 13 entre 1894 et 1900[réf. nécessaire].
- Olympe de Gouges (1748-1793)[réf. nécessaire].

## Sources
- Félix et Louis Lazare, Dictionnaire administratif et historique des rues de Paris et de ses monuments, Paris, Imprimerie de Vinchon, 1844-1849.
- Charles Lefeuve, Les Anciennes Maisons de Paris. Histoire de Paris rue par rue, maison par maison, Paris, C. Reinwald, 1875, 5e éd. (présentation en ligne), 5 vol.
- Félix de Rochegude, Promenades dans toutes les rues de Paris. VIIIe arrondissement, Paris, Hachette, 1910. .